# Nexton
K.K. Nexton (jap. 株式会社ネクストン, Kabushiki kaisha Nekusuton) ist der Name eines japanischen Publishers der auf den Vertrieb von Erogē spezialisiert ist. Das Unternehmen hat seinen Sitz in Osaka, Präfektur Osaka, Japan und wird derzeit von Akihiko Suzuki geleitet, der zwischenzeitlich auch Vorsitzender der Computer Software Rinri Kikō (engl. Ethics Organization of Computer Software, EOCS), ähnlich der dt. USK, war.

## Geschäftsprinzip
Nexton besitzt wie andere Erogē-Publisher Verträge mit verschiedenen Spieleentwicklern, deren Spiele vermarktet werden. Im Gegenzug werden die Entwickler finanziell abgesichert und erhalten Unterstützung durch den Publisher, sowohl bei der Entwicklung als auch bei der Vermarktung. Dafür hat der Publisher auch Einfluss auf die Entwicklung der Spiele. Die ausgeübte Kontrolle stößt nicht immer auf Gegenliebe bei den Entwicklern. So verließ beispielsweise im Jahr 1998 ein Großteil der Mitarbeiter den Seitenarm Tactics, nachdem es zu Streitigkeiten mit dem Management kam.

## Marken
- BaseSon
- BaseSon SPICE* (BL)
- Liquid
- Lusterise
- Mayfer soft (aufgelöst)
- Nexton
- Nomad
- Psycho
- PL+US (aufgelöst)
- RaSeN (aufgelöst)
- Score
- Score 【Shukoa!】
- Tactics